# Eunidia albescens
Eunidia albescens är en skalbaggsart som beskrevs av Stefan von Breuning 1939. Eunidia albescens ingår i släktet Eunidia och familjen långhorningar. Inga underarter finns listade i Catalogue of Life.